# Los Capbloncs (Figuerola d'Orcau)
Los Capbloncs és un paratge del terme municipal d'Isona i Conca Dellà, a l'antic terme de Figuerola d'Orcau.
El lloc és a l'extrem de ponent de l'antic terme de Figuerola d'Orcau, a l'esquerra del riu d'Abella, entre el riu i la carretera C-1412b, en el seu punt quilomètric 51, a ponent de Cal Ferrer i de la mateixa vila de Figuerola d'Orcau.